# Klášterecký klen
Klášterecký klen (neboli Panouškův javor) byl starý památný strom, který rostl v Klášterci nad Orlicí. Javor uváděl již Jan Evangelista Chadt-Ševětínský v roce 1913 a František Hrobař roku 1949. Traduje se, že strom zachránil místní kostel před požárem v 19. století. Na začátku března 2020 byl pokácen.

## Základní údaje
- název: Klášterecký klen, Panouškův javor
- výška: 35 m (1912)[4], 30 m (1945)[2], 15 m (1993)[5][6], 15 (1997)[5]
- obvod: 500 cm (1912)[4], 525 cm (1945)[2], 530 (1993)[5][6], 535 (1997)[5], 540 cm (2003, AOPK), 545 cm (2009, AOPK)
- věk: 500 let (1913)[7], 150 let (1923)[8], >400 let (1945)[2], 500 let (1993)[6], 300 let (2003, AOPK)
- zdravotní stav: 4 (1993)[5], 4,5 (1997)[5]
- sanace: ořez
- souřadnice: 50°6'41.77"N, 16°33'12.69"E

Javor byl chráněný již v první polovině 20. století Patronátním úřadem římskokatolické církve v Žamberku. Původ současně používaného názvu Panouškův javor není zřejmý, nezmiňuje ho ani Chadt v památných stromech z roku 1913, ani František Hrobař ve své práci z roku 1949. Chadt v roce 1913 uvádí Klášterecký klen jako nejvyšší v Čechách.
Jisté rozpory panují v odhadech věku. Nejčastěji je udáváno stáří kolem 400-500 let, Václav Anderle roku 1923 předkládá věk 150 let, což zpochybňuje František Hrobař roku 1949. Někdejší kronikář Klášterecka, řídící učitel František Toman, zapsal na přelomu 19./20. století odhady udávající přes 500 let věku. V současné době se objevuje informace (pravděpodobně opisovaná, bez uvedení původního zdroje), že se jedná o nejstarší klen České republiky. Toto tvrzení nelze doložit a s ohledem na jiné památné kleny (např. Věstoňovický javor) se nezdá být věrohodné.

## Stav stromu a údržba

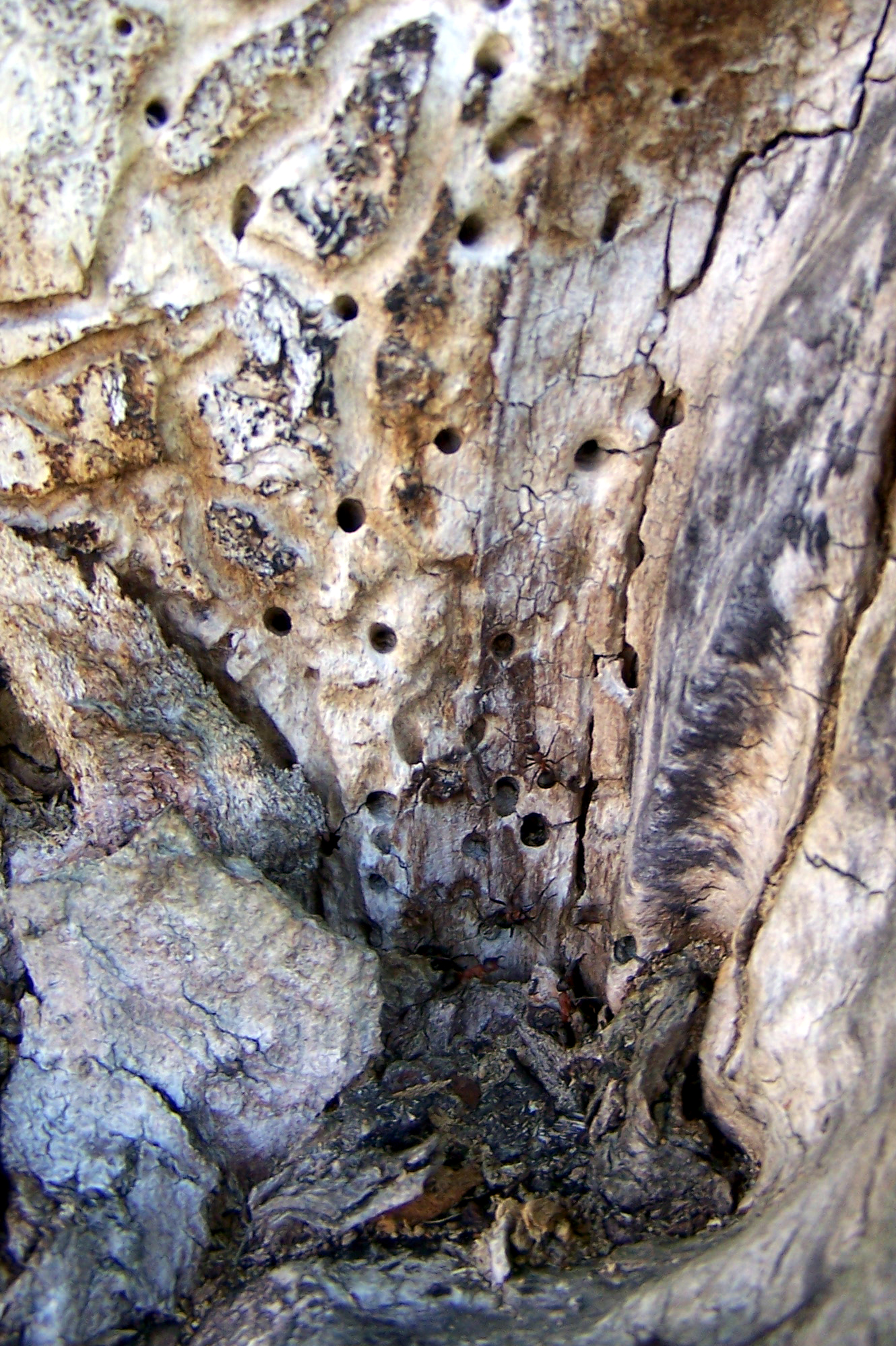
Detail kmene

Stav stromu se výrazně zhoršil v druhé polovině 20. století. Do té doby byl strom plně vitální a koruna kompletní. Před rokem 2020 již strom neměl původní korunu, přišel o oba terminály zhruba ve výšce 15 metrů, ale torzo zmlazovalo. Přesto obec Klášterec nad Orlicí nechala strom na začátku března 2020 odstranit poté, co z něj byla sňata památková ochrana. Během kácení strom začal hořet a byl nutný zásah hasičů.

## Historie a pověsti
Památný klen stál na starém hřbitově u kostela Nejsvětější Trojice, původně kláštera Cyriaků. Strom rostl vlevo od vstupní branky směrem od místního hostince. Ten se dnes jmenuje U Javoru, dříve Na rychtě. Vypráví se, že když v roce 1862 vypukl velký požár hostince, odstínil javor svojí mohutnou korunou žár a zachránil tím kostel.
Javor bývá spojovaný s Františkem Chaloupkou, vlastencem, hudebníkem a farářem, který zde působil do roku 1883 a jehož ostatky byly pohřbeny u kostela ve stínu starého klenu.

## Další zajímavosti
Klášterecký javor je znázorněn spolu s kostelem na obecní pečeti, kresbou ho zachytil ve farní pamětní knize roku 1837 malíř a hudebník Antonín Buchtel, mimo to je několikrát zmíněn v životopisné knize O knězi Chaloupkovi od Gustava Jaroše-Gammy.

## Památné a významné stromy v okolí
- Tománkova lípa (600-700 let)
- Klášterecké jasany (2 stromy)
- Klášterecký hloh (u cesty na Lhotku)
- Jirešův javor (Klášterec, u cesty ke Končinám)
- Bratrská lípa (Kunvald) (7 km V)